# Lacrimă de Batavia

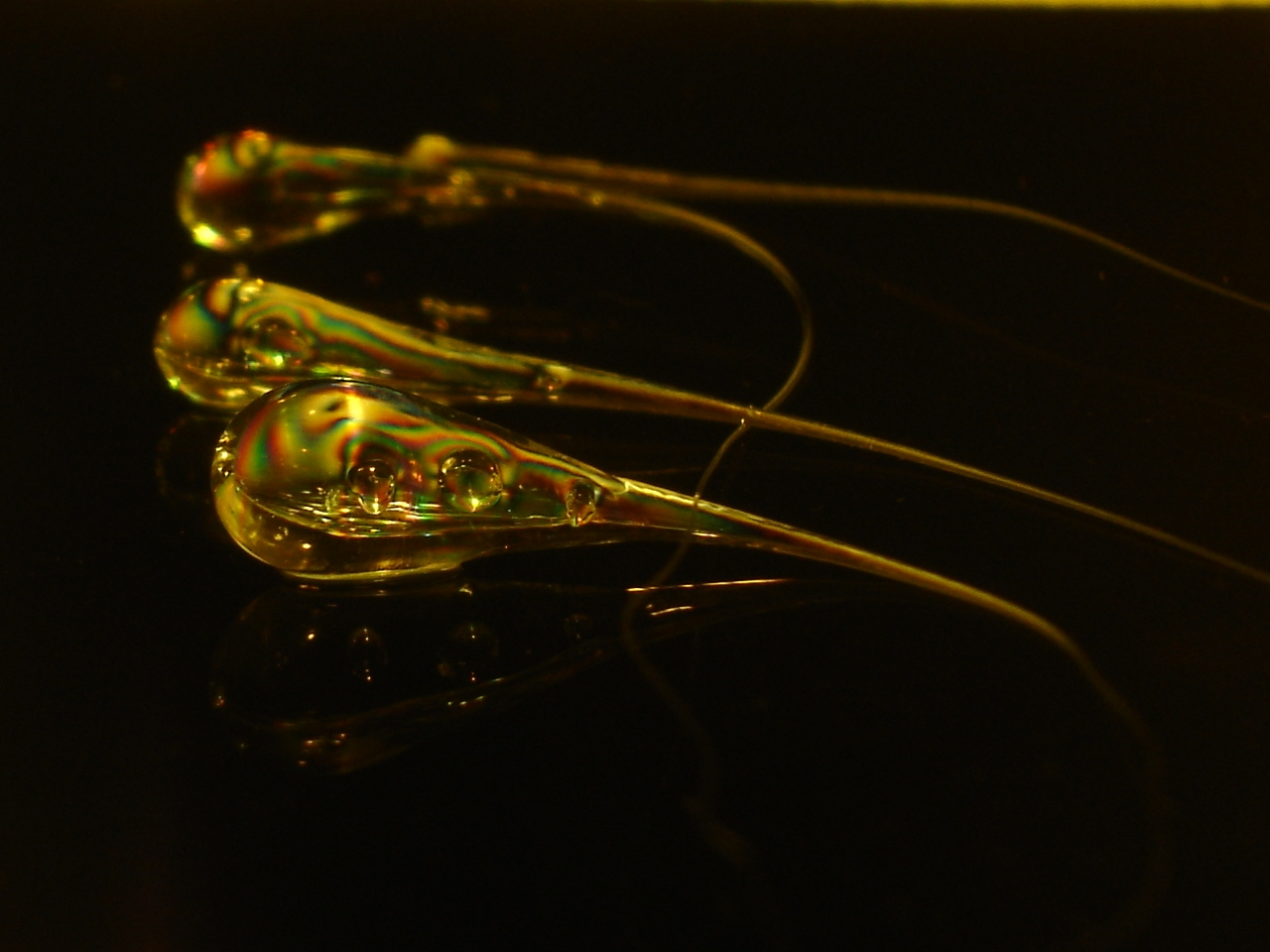
Lacrimi de Batavia

Lacrimile de Batavia (numite și lacrimi batavice, lacrimi de sticlă sau picăturile prințului Rupert) sunt obiecte de sticlă călită cu proprietăți mecanice remarcabile datorate tensiunilor interne. Au forma unui mormoloc: alungite, cu un capăt rotunjit și gros, și din ce în ce mai subțiri spre capătul opus.
Lacrimile de Batavia se produc lăsând să cadă picături de sticlă topită în apă rece. Stratul exterior se răcește și se solidifică mai repede în contact cu apa, în timp ce capacitatea calorică face ca partea interioară să se răcească mai târziu. Solidificarea la momente diferite a straturilor de sticlă duce la apariția unor tensiuni interne foarte mari: de compresie la exterior și de întindere în interior. Sticla capătă astfel proprietatea de a fi foarte dură în partea umflată, unde nu se sparge nici dacă este lovită puternic cu ciocanul, în timp ce ruperea cozii duce la dezintegrarea aproape instantanee a întregului obiect și transformarea lui în pulbere fină, eliberând tensiunile interne și producând o pocnitură puternică. În funcție de cantitatea de sticlă topită folosită, lacrimile de Batavia pot fi mici, cu dimensiuni de ordinul milimetrilor, sau mari, de ordinul a câțiva centimetri în diametru și zeci de centimetri în lungime.
O aplicație actuală a proprietăților lacrimilor de Batavia se găsește în sticla securit folosită la parbrize și ferestre de autovehicule. Tratamentul termic duce la creșterea rezistenței mecanice, iar dacă totuși geamul se sparge el formează cioburi minuscule în loc de așchii periculoase.
Denumirea lacrimi de Batavia sau batavice reflectă locul în care se presupune că au fost produse prima dată: Batavia este vechiul nume al Țărilor de Jos. Obiectul mai este numit și picătura prințului Rupert după prințul Rupert al Rinului, care în 1660 i-a dus câteva exemplare vărului său regele Carol al II-lea al Angliei; acesta le-a înmânat membrilor Societății Regale pentru studiu științific. Printre cei care le-au analizat și descris a fost și Robert Hooke, rămas în istoria fizicii pentru studiile sale asupra elasticității.